# Bulhon
Bulhon est une commune française, située dans le département du Puy-de-Dôme en région d'Auvergne-Rhône-Alpes.

## Géographie

### Lieux-dits et écarts
|        | Crevant-Laveine |        |
| Culhat | Bulhon          |        |
|        | Lezoux          | Orléat |

## Toponymie
Les formes anciennes de Bulhon sont : Bullidonensis castri en 930; Budilhionne catro en 1050; Budillone en 1077-95.
L'étude étymologique montre qu'il serait issu d'un nom de personne germanique Bodilo(n).

### Climat
Pour des articles plus généraux, voir Climat d'Auvergne-Rhône-Alpes et Climat du Puy-de-Dôme.
En 2010, le climat de la commune est de type climat océanique dégradé des plaines du Centre et du Nord, selon une étude du Centre national de la recherche scientifique s'appuyant sur une série de données couvrant la période 1971-2000. En 2020, Météo-France publie une typologie des climats de la France métropolitaine dans laquelle la commune est exposée à un climat de montagne ou de marges de montagne et est dans la région climatique  Nord-est du Massif Central, caractérisée par une pluviométrie annuelle de 800 à 1 200 mm, bien répartie dans l’année. 
Pour la période 1971-2000, la température annuelle moyenne est de 11,1 °C, avec une amplitude thermique annuelle de 16,5 °C. Le cumul annuel moyen de précipitations est de 797 mm, avec 9,7 jours de précipitations en janvier et 7,5 jours en juillet. Pour la période 1991-2020, la température moyenne annuelle observée sur la station météorologique de Météo-France la plus proche, « Courpière », sur la commune de Courpière à 20 km à vol d'oiseau, est de 11,8 °C et le cumul annuel moyen de précipitations est de 876,9 mm,. Pour l'avenir, les paramètres climatiques de la commune estimés pour 2050 selon différents scénarios d'émission de gaz à effet de serre sont consultables sur un site dédié publié par Météo-France en novembre 2022.

## Urbanisme

### Typologie
Au 1er janvier 2024, Bulhon est catégorisée commune rurale à habitat dispersé, selon la nouvelle grille communale de densité à sept niveaux définie par l'Insee en 2022.
Elle est située hors unité urbaine. Par ailleurs la commune fait partie de l'aire d'attraction de Clermont-Ferrand, dont elle est une commune de la couronne,. Cette aire, qui regroupe 209 communes, est catégorisée dans les aires de 200 000 à moins de 700 000 habitants,.

### Occupation des sols
L'occupation des sols de la commune, telle qu'elle ressort de la base de données européenne d’occupation biophysique des sols Corine Land Cover (CLC), est marquée par l'importance des territoires agricoles (83,7 % en 2018), une proportion sensiblement équivalente à celle de 1990 (83,9 %). La répartition détaillée en 2018 est la suivante : 
prairies (48,5 %), zones agricoles hétérogènes (29,1 %), forêts (12,1 %), terres arables (6 %), zones urbanisées (4,2 %). L'évolution de l’occupation des sols de la commune et de ses infrastructures peut être observée sur les différentes représentations cartographiques du territoire : la carte de Cassini (XVIIIe siècle), la carte d'état-major (1820-1866) et les cartes ou photos aériennes de l'IGN pour la période actuelle (1950 à aujourd'hui).

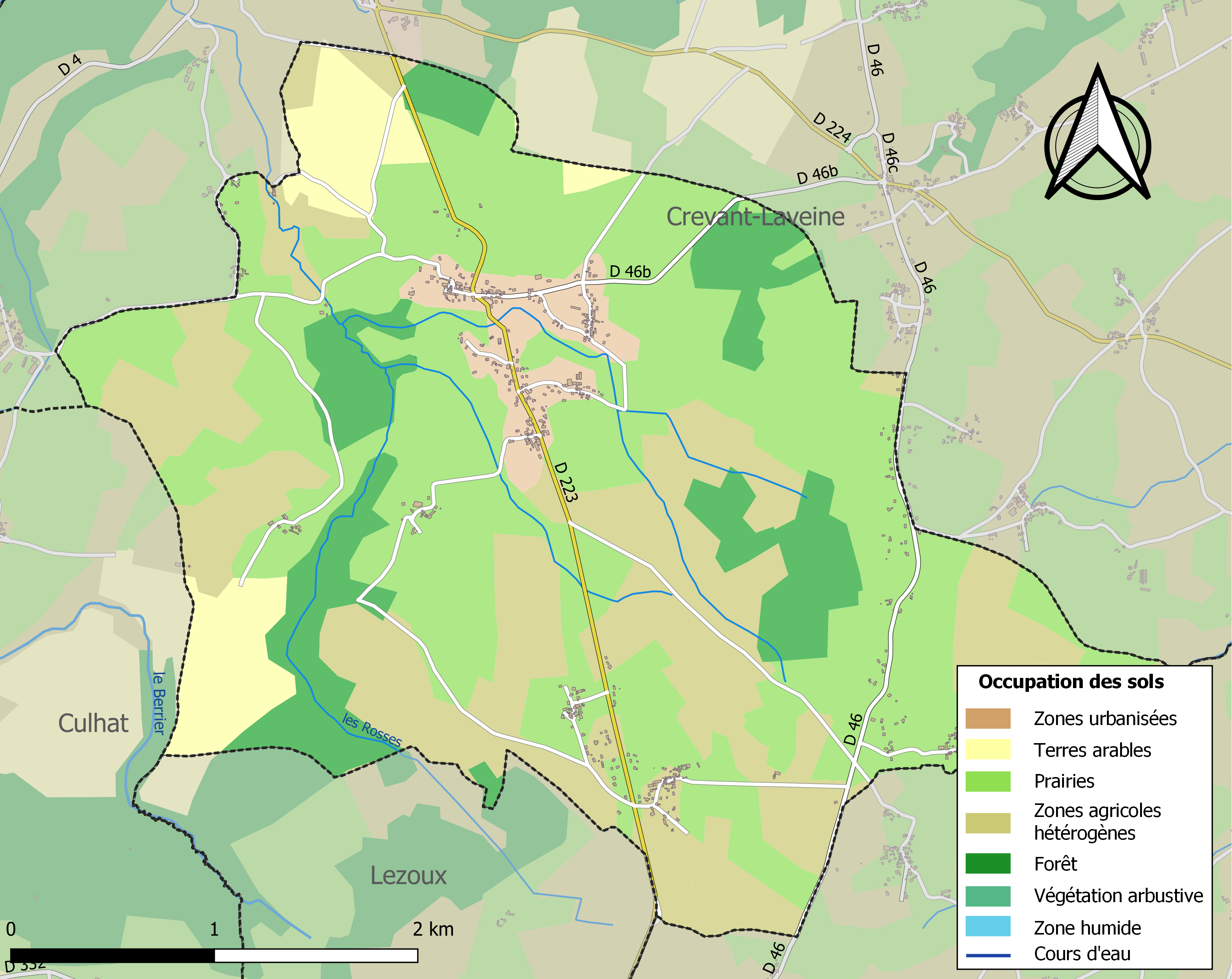
Carte des infrastructures et de l'occupation des sols de la commune en 2018 (CLC).

## Histoire
Bulhon donna son nom à une ancienne famille de chevalerie connue dès le XIe siècle. Son fondateur serait Pierre de Bulhon, seigneur de la Forest, vivant en 1060.
En 1209, la terre de Bulhon fut assignées à Pétronille du Chambon femme de Guy, comte d'Auvergne.
En 1319, Bulhon est prévôté royale.
En 1409, Guillaume de la Forest rendit hommage de Bulhon.
En 1540, Charles de la Forest était seigneur de Bulhon en partie, l'autre appartenait à Gabriel Mallet.
En 1634, Mariage de Gaspard de la Forest, écuyer, sieur de Bulhon, contrat de mariage le 8 février 1634.
Vers 1638, Par suite d*un traité de reconnaissance lignagère conclu 
entre Gaspard de la Forest-Bulhon, et Claude de Bullion 
ou Bulyon, seigneur de Bonnelles, surintendant des Finances du roi Louis XIII, de 1632 à 1640, la terre de la Forest avait passé à la seconde de ces familles qui la vendit plus tard à 
M. Mallet-de-Vandègre.
En 1675, un gentilhomme de la Forest est sieur de Bulhon.
François-Marie-Joseph-Josserand, chevalier, marquis de Bulhon et de Vendègre, baron de la Forest, seigneur de la Goutte, la Bouteresse, Neyronde, Villefranche et autres places, décédé le 11 mai 1782.
Gilbert-Joseph-Sidon-Amant-Fidèle-Constant de Mallet de Vendegre, chevalier, dit le marquis de Vendegre, né au château de la Forest, le 15 novembre 1754, fils du précédent.
Le château de Bulhon était divisée en trois seigneuries dont l'une, au XVIIIe siècle, appartenait au seigneur Mallet de Vendègre. C'est en 1 787 que le marquis de Vendègre s'adresse à l'architecte Attiret pour édifier un nouveau château devant remplacer la vieille demeure féodale. Il fit reconstruire le château à la veille de la Révolution.
Mallet de Vendègre émigra au moment de la Révolution et ses biens furent séquestrés puis mis en vente par adjudication le 29 avril 1794. Les "ci-devant château, cour, terre et prés" estimés à 20 000 livres furent vendus pour la somme de 50.000 livres.

## Politique et administration
| Période     | Période                   | Identité                | Étiquette      | Qualité                                                                                     |
| ----------- | ------------------------- | ----------------------- | -------------- | ------------------------------------------------------------------------------------------- |
| 1890        |                           | Jean Auzance            |                |                                                                                             |
| 1930        |                           | Antoine-Alexis Mondanel |                | Croix de guerre 1914-1918, Médaille militaire, né le 13 avril 1890, décédé le 25 mars 1955. |
| 1989        | 25 mai 2020               | René Godignon           | Sans étiquette | Retraité                                                                                    |
| 25 mai 2020 | En cours (au 3 juin 2020) | Jean-Baptiste Girard    |                |                                                                                             |

## Population et société

### Démographie
L'évolution du nombre d'habitants est connue à travers les recensements de la population effectués dans la commune depuis 1793. Pour les communes de moins de 10 000 habitants, une enquête de recensement portant sur toute la population est réalisée tous les cinq ans, les populations de référence des années intermédiaires étant quant à elles estimées par interpolation ou extrapolation. Pour la commune, le premier recensement exhaustif entrant dans le cadre du nouveau dispositif a été réalisé en 2007.

En 2022, la commune comptait 588 habitants, en évolution de +10,53 % par rapport à 2016 (Puy-de-Dôme : +2,1 %, France hors Mayotte : +2,11 %).
| 1793 | 1800 | 1806 | 1821 | 1831 | 1836 | 1841 | 1846 | 1851 |
| ---- | ---- | ---- | ---- | ---- | ---- | ---- | ---- | ---- |
| 424  | 494  | 460  | 434  | 444  | 480  | 500  | 541  | 558  |

| 1856 | 1861 | 1866 | 1872 | 1876 | 1881 | 1886 | 1891 | 1896 |
| ---- | ---- | ---- | ---- | ---- | ---- | ---- | ---- | ---- |
| 519  | 521  | 528  | 530  | 546  | 542  | 509  | 538  | 509  |

| 1901 | 1906 | 1911 | 1921 | 1926 | 1931 | 1936 | 1946 | 1954 |
| ---- | ---- | ---- | ---- | ---- | ---- | ---- | ---- | ---- |
| 504  | 504  | 462  | 405  | 388  | 361  | 353  | 307  | 297  |

| 1962 | 1968 | 1975 | 1982 | 1990 | 1999 | 2006 | 2007 | 2012 |
| ---- | ---- | ---- | ---- | ---- | ---- | ---- | ---- | ---- |
| 272  | 212  | 279  | 302  | 363  | 357  | 432  | 442  | 527  |

| 2017 | 2022 | - | - | - | - | - | - | - |
| ---- | ---- | - | - | - | - | - | - | - |
| 530  | 588  | - | - | - | - | - | - | - |